# Ceratophysella fujisana
Ceratophysella fujisana är en urinsektsart som beskrevs av Itoh 1985. Ceratophysella fujisana ingår i släktet Ceratophysella och familjen Hypogastruridae. Inga underarter finns listade i Catalogue of Life.